# Esporte Clube Viana
L'Esporte Clube Viana, noto anche semplicemente come Viana, è una società calcistica brasiliana con sede nella città di Viana, nello stato del Maranhão.

## Storia
Il club è stato fondato il 15 giugno 1995. Ha partecipato al Campeonato Brasileiro Série C nel 1998, dove ha raggiunto la seconda fase della competizione. Il Viana ha partecipato di nuovo alla Série C nel 2003, dove è stato eliminato alla seconda fase dall'Imperatriz.

## Palmarès

### Competizioni statali
- Campeonato Maranhense Segunda Divisão: 1

2011